# André Lalande (général)
Pour le philosophe français, voir André Lalande (philosophe). Pour autres homonymes, voir Lalande.
André Lalande, né le 26 mai 1913 à Rennes et mort le 19 octobre 1995 à Brive-la-Gaillarde est un général français, Compagnon de la Libération. Il combattit pendant la Seconde Guerre mondiale au sein des forces françaises libres, puis lors des guerres d'Indochine et d'Algérie.

## Biographie
Diplômé de l'École spéciale militaire de Saint-Cyr, promotion du Tafilalet (1931-1933), il fut affecté comme sous-lieutenant à Metz.
En 1937, à sa demande, il est affecté au 6e BCA. L'unité est engagée en Norvège lors de la bataille de Narvik en avril-juin 1940, où il fut blessé.
Dès juillet 1940, Lalande s'engage dans les Forces françaises libres. Après être passé par le bataillon de chasseurs de Camberley, il est affecté, en décembre 1941, à la 13e DBLE à Beyrouth. C'est avec cette unité qu'il combat à la bataille de Bir Hakeim en mai 1942, bataille au cours de laquelle il est de nouveau blessé.
Nommé chef de bataillon en juin 1943, il prend la tête du 1er bataillon de la phalange magnifique. Son unité fait alors partie de la 1re division française libre et prend part à l'assaut contre la ligne Gustave en Italie au printemps 1944, ainsi qu'au débarquement de Provence en août 1944. Il participe ensuite aux batailles en Alsace et à la capture des derniers bastions allemands dans les Alpes en avril 1945.
À l'issue de la Seconde Guerre mondiale, après une affectation au cabinet du ministre des Armées, et une promotion au grade de lieutenant-colonel, il se porte volontaire pour servir en Indochine française lors de la guerre d'Indochine. Nommé colonel, il prend le commandement du 3e REI et participe à la bataille de Dien Bien Phu en 1954. Il était alors responsable du point d'appui "Isabelle". Lalande fut capturé à la chute du camp retranché le 7 mai 1954 et passa cinq mois incarcéré dans les camps du Việt Minh.
Il rejoint ensuite, de juin 1955 à décembre 1958, la délégation française du groupe permanent de l'OTAN à Washington.
Il participe ensuite à la guerre d'Algérie, tout d'abord comme chef d'état-major de la 10e région militaire à Alger, puis comme chef du secteur de Tiaret de mai 1958 à octobre 1960.
Nommé général de brigade en 1961, il commande la 1re Brigade d'intervention en Algérie et en Tunisie, où il participe à la bataille de Bizerte.
Après avoir occupé le poste de commandant et d'inspecteur de l'Aviation légère de l'armée de terre, il prend le commandement de la 11e DLI à Pau.
En juin 1966, il est promu général de division. En juillet de l'année suivante, il prend les fonctions de chef d'état-major particulier du président de la République. En 1969, il devient gouverneur militaire de Lyon et commandant de la 5e région militaire. Le  1er mars 1970, il est promu au rang de général de corps d'armée. En 1976, il devient Président de la Fédération nationale des associations de sous-officiers de réserve (FNASOR). Le général Lalande est décédé le 19 octobre 1995 à Brive-la-Gaillarde où il a été inhumé.
Le 8 mai 2025, une plaque commémorative, offerte par la promotion Général Lalande est dévoilée à Voutezac, en Corrèze, en présence de représentants de la promotion et de la famille du Général.  
https://www.lamontagne.fr/voutezac-19130/actualites/un-hommage-au-general-andre-lalande_14684908/

## Décorations
- Grand officier de la Légion d'honneur
- Compagnon de la Libération (décret du 20 novembre 1944)
- Grand-croix de l'ordre national du Mérite
- Croix de guerre 1939–1945 (2 citations)
- Croix de guerre des Théâtres d'opérations extérieurs
- Croix de la Valeur militaire
- Médaille de la Résistance française
- Au total 11 citations dont cinq à l'ordre de l'armée[1]

### Décorations étrangères
- Croix de guerre norvégienne

## Sources
- Biographie d'André Lalande
- Division histoire et patrimoine de la Légion étrangère et Képi blanc